# Скшинкі (Томашовський повіт)
Скшинкі (пол. Skrzynki) — село в Польщі, у гміні Уязд Томашовського повіту Лодзинського воєводства.
Населення — 458 осіб (2011).
У 1975-1998 роках село належало до Пйотрковського воєводства.

## Демографія
Демографічна структура станом на 31 березня 2011 року:
|          | Загалом | Допрацездатний вік | Працездатний вік | Постпрацездатний вік |
| -------- | ------- | ------------------ | ---------------- | -------------------- |
| Чоловіки | 223     | 44                 | 152              | 27                   |
| Жінки    | 235     | 45                 | 127              | 63                   |
| Разом    | 458     | 89                 | 279              | 90                   |